# Зникла експедиція
«Зникла експедиція» (рос. «Пропавшая экспедиция») — радянський художній фільм 1975 року, знятий на Кіностудії ім. М. Горького. Фільм є частиною дилогії Веніаміна Дормана, що оповідає про пригоди шукачів сибірського золота. Дилогія складається з фільмів «Зникла експедиція» (1975) і «Золота річка» (1976).

## Сюжет
Радянська Росія, 1918 рік. Раднарком відправляє експедицію під керівництвом відомого геолога професора Смєлкова (Микола Гринько) до сибірської річки Ардибаш, де, за розповідями місцевих жителів, є золото. Члени експедиції знаходять золото, але незабаром потрапляють в руки білогвардійців. Втекти вдається тільки двом: Куманіну і юному партизану Миті, — вони з документами експедиції відправляються в  Петроград.

## У ролях
- Микола Гринько —  Смєлков
- Вахтанг Кікабідзе —  Арсен
- Євгенія Симонова —  Тася Смєлкова
- Сергій Шевкуненко —  Митька
- Олександр Кайдановський — офіцер Зимін
- Борис Сморчков —  Куманін
- Микола Олялін — золотошукач Силантій
- Віктор Сергачов —  Юхим Субота
- Данило Сагал — білогвардійський полковник Хатунцев
- Георгій Мартиросян —  Тихон
- Юрій Каюров —  Волжин
- Вадим Захарченко —  Харитон
- Сергій Сазонтьєв —  Федякин
- Лев Пригунов — прапорщик Олексій Казанков
- Раднер Муратов —  Ахметка

## Знімальна група
- Сценаристи:  Ісай Кузнецов, Авнер Зак
- Режисер:  Веніамін Дорман
- Оператор:  Вадим Корнільєв
- Композитор:  Мікаел Тарівердієв
- Художник:  Марк Горелик
- Звукооператор: Олександр Ізбуцький
- Другий режисер:  Володимир Златоустовський
- Художник по костюмах:  Маріам Биховська